# Natasha Vita-More
Natasha Vita-More (ur. jako Nance Clark w Eastchester w Nowym Jorku) – artystka i projektantka w dziedzinie nowych mediów, z wykształceniem uniwersyteckim, znana z zaprojektowania sztucznego ciała o nazwie "Primo Posthuman". Ten prototyp przyszłego człowieka uwzględnia osiągnięcia biotechnologii, robotyki, informatyki, nanotechnologii, neurologii w celu udoskonalenia człowieka i radykalnego przedłużenia życia.
Vita-More jest prezesem Humanity+, doradcą Singularity University, członkiem (fellow) Institute for Ethics and Emerging Technologies. Jest wykładowcą uniwersyteckim i doktorantką w Planetary Collegium na University of Plymouth. Jej praca doktorska dotyczy ulepszania człowieka i ekstremalnego przedłużania życia. Ma tytuły naukowe: B.F.A. (Bachelor of Fine Arts) zdobyty na University of Memphis; filmmaker-in-residence na University of Colorado w Boulder; M.Sc. (Master of Science) na University of Houston; M.Phil. (Master of Philosophy) na University of Plymouth.

## Filozofia
W 1982 Vita-More była współautorką Transhumanist Arts Statement (Oświadczenia Sztuki Transhumanistycznej) i założyła organizację Transhumanist Arts and Culture. Przewodziła “Vital Progress Summit” 2004, co stanowiło precedens dla działań na rzecz udoskonalania człowieka (zgodnie z Proactionary Principle Maxa More'a). Prezes Extropy Institute od roku 2003, doradca organizacji non-profit LifeBoat Foundation.
Vita-More prowadzi wykłady na temat transhumanizmu. 30 września 2011 ma wystąpić na czwartej międzynarodowej konferencji historii sztuki medialnej Rewire w Liverpoolu, z prelekcją pt. Human Enhancement: Nano-Bio/A[G]I as Media for Prolonging Personhood.

## Praktyka i teoria
Vita-More jest zwolenniczką wolności morfologicznej i wspomagania ludzkiej biologii, zgodnie z Proactionary Principle.
Pisały o niej czasopisma Wired, Harper’s Bazaar, Marie Claire, The New York Times, U.S. News & World Report, Net Business, Telepolis, LA Weekly i Village Voice. Często pojawia się w mediach komentując przyszłość kultury. Jej dzieła pojawiły się w National Centre for Contemporary Arts, Brooks Museum, Institute of Contemporary Art, Women In Video, Telluride Film Festival oraz United States Environmental Film Festival, a także "Evolution Haute Couture: Art and Science in the Post-Biological Age". Vita-More redaguje kolumnę w piśmie Nanotechnology Now, jest też gościnnie redaktorem w czasopiśmie akademickim The Global Spiral, i członkiem zespołu redakcyjnego International Journal of Green Nanotechnology. Wywiady audio i video z Natashą Vita-More można znaleźć na portalach Technoccult, La Spirale, MemeBox Future Blogger i Wiki Science.

### Primo Posthuman
Vita-More uważa, że podstawowy problem dla ludzkiej efektywności to poprawa swojej kondycji i przeżycie. Według niej, natura ludzka opiera się o zasadę rozwiązywania problemów poprzez innowacyjne metody projektowania. Teoria ta zbudowana jest wokół sztuki konceptualnej, czerpiąc z biotechnologii, robotyki, informatyki, nanotechnologii, neurologii i nauk poznawczych, ogólnej sztucznej inteligencji. Program streszcza akronim "BRINC" utworzony od pierwszych liter dziedzin: Robotics, Biotechnology, Information Technology, Nanotechnology, Cognitive Science. Primo Posthuman jest wypadkową biosztuki i “BRINC” przekraczając dawniejsze ograniczenia biosztuki, w kierunku przedłużania życia poza limit Hayflicka. Vita-More jest zdania, że ze względu na instynktowną potrzebę i pragnienie przezwyciężenia trudności takich jak choroba, projekt ludzkiego ciała i umysłu “Primo Posthuman” jest zarówno projektem z dziedziny nowych mediów, jak i konceptem teoretycznym.

### Prawa do udoskonalania człowieka
Można by rozważać podejście Natashy Vita-More do udoskonalania człowieka z pozycji biologii ewolucyjnej opartej na selekcji naturalnej; jednak to człowiek dokonuje tej selekcji w drodze świadomych wyborów i krytycznego myślenia oceniającego za i przeciw technologii mających go udoskonalić. Vita-More jest zdania, że wolność morfologiczna jest prostszym rozwiązaniem niż udoskonalanie człowieka w oparciu o hierarchię ekonomiczną i przewagę bogatych nad biednymi.

## Prace

### 2009
- "Bone Density" in Evolution Haute Couture, art and science in the post-biological age, Bulatov, Dmitry (Ed) Kaliningrade: KB NCCA pp. 64–65.
- "Transhuman Statement" in ARTISTS' MANIFESTOS, New York: Penguin Modern Classics
- "The Aesthetics of Transhumanism" in TIF English Journal. Institute of Media Arts, Yonsei University
- "Human Enhancement to the Extreme: a New Role for Art and Its Media" in INSIDE [arte e siencia] Editoria LxK Pub. Impressao Europress, pp 312–217.
- "Human Enhancement Aesthetics" in D'ARS, N. 198, Italy, Giugno, str. 35–37
- “Bringing Art/Science and Design Into the Discussion of Transhumanism”. The Global Spiral, Winter Special Issues
- “The Mediated Technological Singularity: Human Use as a Passport to Technological Innovation”, in New Realities: Being Syncretic. Wein, New York: Springer. pp. 306–309
- "Nano’s Neo Normal” in Nanotechnology Now. 19 września. http://www.nanotech-now.com/columns/?article=355
- “Nano-Bio-Info-Cogno Skin” in Nanotechnology Now. 19 stycznia. http://www.nanotech-now.com/columns/?article=268

### 2008
- "Designing Human 2.0 — Regenerative Existence". Volume 3, wyd. Routledge
- “La Guerra del diseno: Humanish vs. Postbiologico – una Practica del Juego con Posibles Efectos en la Humanidad" w Homo Ludens Ludens. Gijon, Spain: Laboral, str. 172–179
- “Nanomechatronics Nanosystem and Mitochondria Symbiosis” w Nanotechnology Now. 23 września. http://www.nanotech-now.com/columns/?article=236
- “Putting Criticism Forward” in Nanotechnology Now. April 10. http://www.nanotech-now.com/columns/?article=187
- “Nanofactory or AGI — Which technology could cure humanity's many problems”? in Nanotechnology Now. 24 stycznia. http://www.nanotech-now.com/columns/?article=164

### 2007
- “Posthuman - Putting Transhumanist Perspective into Contrasting Theories” in Nanotechnology Now. 2 sierpnia. http://www.nanotech-now.com/columns/?article=090
- "Brave BioArt 2: Shedding the Bio, Amassing the Nano, and Cultivating Posthuman Life." in Technoetic Arts: A Journal of Speculative Research. Volume 5.3, str. 71–86, London: Intellect, Inc.

### 2006
- "Strategic Sustainable Brain". Nanotechnology Perceptions: A Review of Ultraprecision Engineering and Nanotechnology, Volume 2, No. 1, 27 marca. Collegium Basilea, Pub. Institute of Advanced Study, Basel, Switzerland
- "The Perfecting of Man" in AnOtherMan, Issue 3, Autumn/Winter

### 2005
- “Global Design” 1st Annual Workshop on Geoethical Nanotechnology, Terasem: Vermont
- “Sustainable Futures,” Death And Anti-Death: Fifty Years After Einstein, One Hundred Fifty Years After Kierkegaard. Charles Tandy (ed), Volume 3. Palo Alto, California: Ria University Press.